# Nu Pagadi

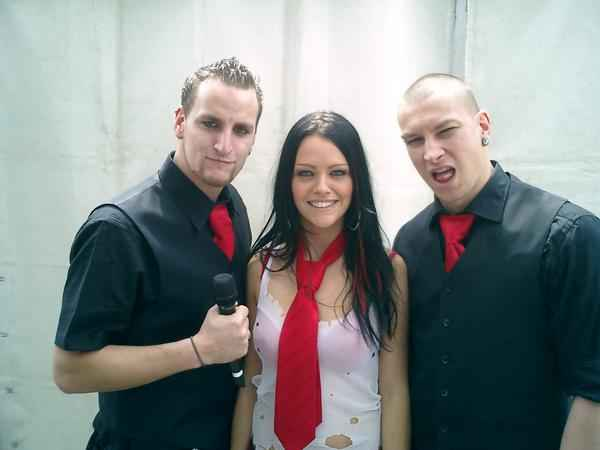
Nu Pagadi

Nu Pagadi était un groupe de pop allemand formé en 2004. Il est le quatrième groupe allemand issu de l'émission de télé réalité Popstars diffusée sur ProSieben.

## Discographie

### Singles
- 2004 : Sweetest Poison
- 2005 : Dying Words

### Albums
- 2005 : Your Dark Side